# تانگ چیه-چون
تانگ چیه-چون (انگلیسی: Tang Chih-chun; ۱۶ مارس ۲۰۰۱) کماندار اهل تایوان است.